# Лаццате
Лаццате (итал. Lazzate) — коммуна в Италии, в провинции Монца-э-Брианца области Ломбардия.
Население составляет 6864 человека (на 2004 г.), плотность населения составляет 1284 чел./км². Занимает площадь 5 км². Почтовый индекс — 20020. Телефонный код — 02.
Покровителем коммуны почитается святой Лаврентий, празднование 10 августа.